# Karleby, Harstad socken

Karleby är en gård från 1600-talet i Harstads socken, Göstrings härad. Den bestod av 3 1/4 hemman. 

## Ägare och boende

### Norrgården
Norrgården bestod av 1 hemman.
- 1789-1809 Carl Danielsson (1738-), nämndeman.

### Frälsegården
Frälsegården bestod av 3/4 hemman.
- 1800-1825 Hans Ersson (1769-1825), bonde. 3/4 hemman.
- 1825-1834 Peter Hansson (1806-), bonde. 3/4 hemman.

### Mellangården
Mellangården bestod av 1/2 hemman.
- 1786 Peter Andersson. 1/4 hemman.
- 1786 Nils Andersson. 1/4 hemman.
- 1805-1809 Sven Svensson (1760-).

### Skattegården
Skattegården bestod av 1 hemman.
- 1805-1834 Carl Jönsson (1767-), ordningsman. 3/4 hemman.

## Torp och backstugor
- Livgrenadjärertorpet.